# Tube map

Una versió no oficial del mapa actual del Metro de Londres.

Tube map és el mapa del metro de Londres. És un diagrama esquemàtic que representa les línies, estacions i zones del sistema. El diagrama esquemàtic no mostra geogràficament on es troben les estacions sinó les posicions relatives de les estacions al llarg de les línies, les connexions entre elles i les zones tarifàries. Aquest disseny bàsic ha estat adoptat per altres xarxes arreu del món, especialment mostrant-ho d'una forma topològica.

## Història

### Els primers mapes

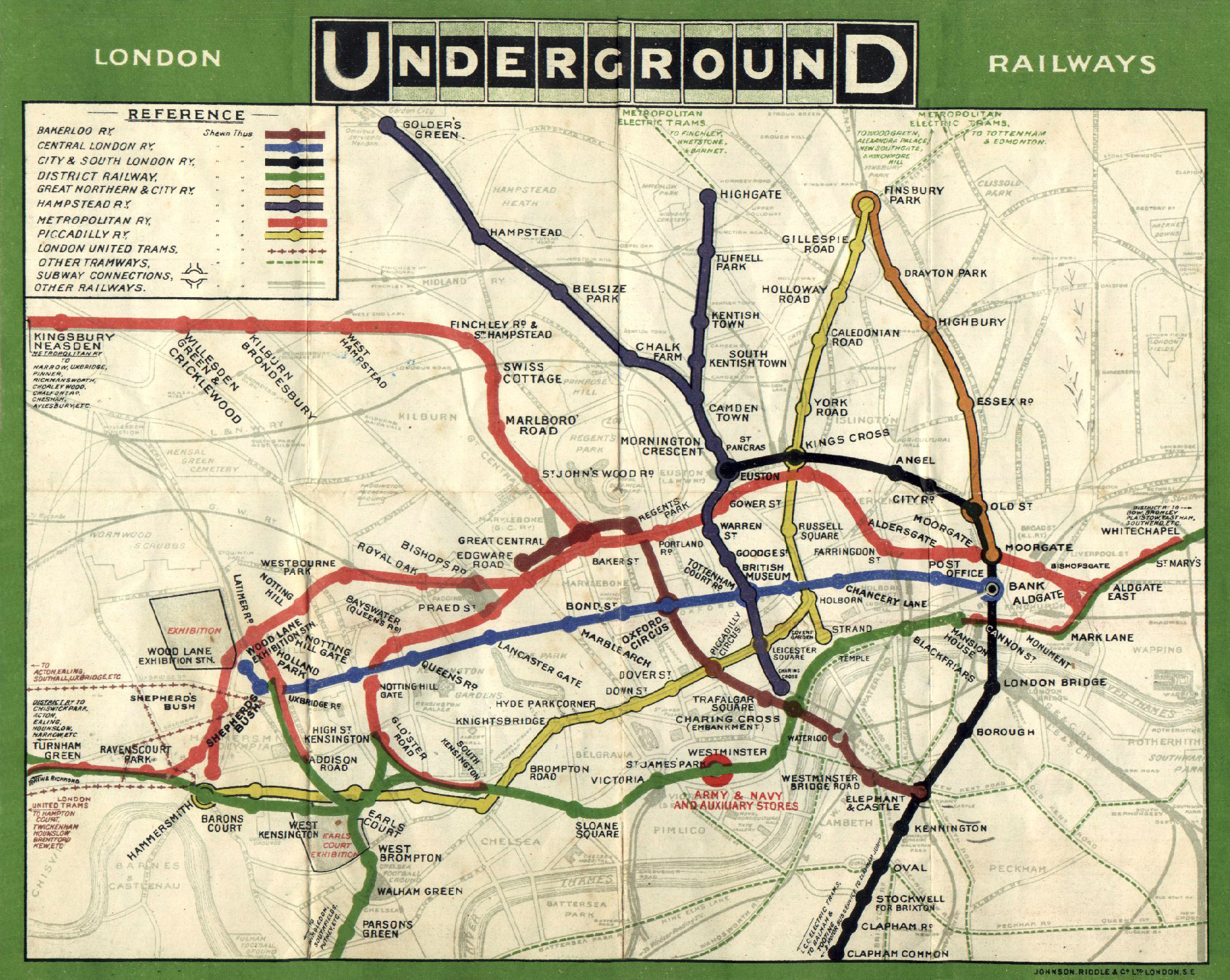
El mapa de 1908

Actualment la xarxa de metro és controlada per un únic ens, però va començar com una col·lecció de companyies de ferrocarril independents que van anar construint línies al llarg del segle xix i a principis del segle xx. Aquestes companyies van publicar mapes de les rutes que els pertanyien però generalment no van cooperar per fer publicitat col·lectivament. Els primers mapes es basaven en mapes estàndards geogràfics indicant direccions de les línies i la localització de les estacions.
El primer mapa combinat fou publicat el 1908 per Underground Electric Railways Company of London Limited (UERL) juntament amb quatre companyies més i van utilitzar la paraula "Underground" (sota terra) com a marca comercial, en el si d'una iniciativa per publicitar les seves línies. El mapa mostrava vuit línies, quatre operades per UERL i les quatres restants una per a cada companyia:
- Línies d'UERL
  - Bakerloo Railway - marró
  - Hampstead Railway - gris
  - Piccadilly Railway - groc
  - District Railway - verd
- Altres línies
  - Central London Railway - blau
  - City & South London Railway - negre
  - Great Northern & City Railway - taronja
  - Metropolitan Railway - vermell

Que la base del mapa fos geogràfica va provocar que aquest primer mapa tingués algunes restriccions, com per exemple no força claritat en el detall de l'àrea central del mapa i les extremitats de les línies District i Metropolitan no hi apareixien.
Per primer cop el 1920, un mapa dissenyat per MacDonald Gill, no mostrava un fons geogràfic al mapa, això va permetre una major flexibilitat en la posició de les estacions i línies. Les rutes van esdevenir més estilitzades però l'arrangament encara es mantenia en certa manera geogràfic.

### El mapa de Beck
El primer mapa diagrama del metro de Londres fou dissenyat per Harry Beck el 1931. Beck era un treballador del metro i va realitzar el metro perquè el ferrocarril principalment anava sota terra, per tant la localització de les estacions era irrellevant per al viatger que volia saber com anar d'una estació a una altra.
Va realitzar un mapa simplificat que consistia en estacions al llarg de línies rectes amb segments que connectaven entre elles, i el riu Tàmesi; línies que anaven només verticalment, horitzontalment o en 45 graus. Per fer el mapa més clar va enfatitzar les connecions, diferenciant les estacions ordinàries i els intercanviadors. El Metro inicialment van ser escèptics sobre aquesta proposta i fou finalment introduït com una temptativa en un petit tríptic el 1933. Immediatament va esdevenir popular, i el Metro ha utilitzat aquest tipus de mapes des de sempre més.
Beck va ser pagat amb només 5 guineas pel treball. Va continuar dissenyant els mapes del metro fins al 1960, exceptuant el 1939 quan es va editar un mapa força impopular fet per Hans Scheger.

## Colors
| Line                    | Color actual (nom de TfL)     | Observacions                                                       |
| ----------------------- | ----------------------------- | ------------------------------------------------------------------ |
| Bakerloo                | Corporate Brown               |                                                                    |
| Central                 | Corporate Red                 |                                                                    |
| Circle                  | Corporate Yellow              |                                                                    |
| District                | Corporate Green               |                                                                    |
| East London             | Underground Orange            |                                                                    |
| Hammersmith & City      | Underground Pink              |                                                                    |
| Jubilee                 | Corporate Grey                |                                                                    |
| Metropolitan            | Corporate Magenta             |                                                                    |
| Northern                | Corporate Black               |                                                                    |
| Piccadilly              | Corporate Blue                |                                                                    |
| Victoria                | Corporate Light Blue          |                                                                    |
| Waterloo & City         | Corporate Turquoise           |                                                                    |
| Tramlink                | Trams Green (double stripe)   | no apareix al mapa estàndard                                       |
| Docklands Light Railway | DLR Turquoise (double stripe) |                                                                    |
| London Overground       | Orange (double stripe)        |                                                                    |
| Network Rail            | Black (double stripe)         | les línies escollides només hi apareixien fins al novembre de 2007 |
| Northern City           | Ara de Network Rail           |                                                                    |